# صدربعل العادل
صدربعل العادل( بالبونيقية𐤏𐤆𐤓𐤁𐤏𐤋 أزدوربعل ؛ ق. 270 –221 ق ). _  كان سياسيا و عسكريا قرطاجيا، حاكم ايبيريا بعد حملقار برقا، و باني مدينة قرطاجنة.

## عائلة
سرد ليفي في كتابه تاريخ روما أن صدربعل كان صهر الزعيم القرطاجي حنبعل و زوج ابنة حملقار برقا . 

## حياة مهنية
اتبع صدربعل حملقار في حملته ضد الطبقة الأرستقراطية الحاكمة في قرطاج في نهاية الحرب البونيقية الأولى ، وفيلاحقا في حملته من اجل غزو هسبانيا . في عام 237 قبل الميلاد ، حيث اتجهوا نحو شبه الجزيرة ، ولكن حوالي 231-230 قبل الميلاد توسط صدربعل باسم حملقار ليجعل القبائل النوميدية من شمال إفريقيا خاضعة لعائلة ال برقا ، وسرعان ما سقطت نوميديا في دائرة نفوذ قرطاج. 
بعد وفاة حملقار في عام 228 قبل الميلاد ، و بينما كان يقاتل القبائل الأيبيرية ،  خلفه صدربعل في القيادة و امتثل لأوامر قرطاج لأن أبناء هاميلقار كانوا صغارًا جدًا لخوض الحرب. كان حنبعل الابن البكر يبلغ التاسعة عشرة من عمره في ذلك الوقت. على عكس صهره، انتهج صدربعل طريق الدبلوماسية و اثره على الحملات العسكرية.  وفقًا للعادات الدبلوماسية المشتركة في ذلك الوقت ، اخذ صدربعل رهائنا من الممالك التي تخضع لسلطة قرطاج لثنيهم عن خرق معاهداتهم، فان نكث العهد قتلت الرهينة.
وهكذا ، قام بتوسيع منطقة نفوذه من خلال الدبلوماسية الماهرة وتوطيدها معن طريق تأسيس مدينة هامة و قاعدة بحرية رئيسية هي قرط حداشت ، والتي أطلق عليها الرومان فيما بعد قرطاجنة نوفا (قرطاجنة) كعاصمة للمقاطعة الجديدة ، كما ابرم معاهدة مع الجمهورية الرومانية التي جعلت من نهر إبرة (أيبيروس الكلاسيكي) حدا بين القوتين.  نتجت هذه المعاهدة بسبب مستعمرتين اغريقيتين اسمهما أمبورياس ، وساجونتو الايبيرية ، التان خافتا من النمو المستمر للسلطة البونية في أيبيريا ، و طلبتا المساعدة من روما. وافق صدربعل على مضض ، لأن الهيمنة البونيقية في أيبيريا لم تكن راسخة بعد بما يكفي لتعريض توسعها المستقبلي للخطر في صراع سابق لأوانه.

## موت
بعد سبع سنوات من وفاة حملقار، اغتيل صدربعل العادل عام 221 قبل الميلاد على يد عبد تابع للملك القلطي تاغوس ، الذي انتقم بالتالي لموت سيده على يد القوات التابعة لصدربعل. 
كان خليفة صدربعل صهره وابن حملقار، حنبعل برقا .

## أنظر أيضا
- صدربعل برقا
- حنبعل

### اقتباسات
1. ↑  "Hasdrubal – MSN Encarta". مؤرشف من الأصل في 2008-05-27.
2. ↑  Livy's History of Rome: Book 21.2
3. ↑  Polybius 3.7–16, Livy 21.22.1–4, Livy 23.26.2, Diodorus of Sicily 25.2: Hasdrubal, son of Hamilcar, was sent by his father-in-law to Carthage against the Numidians, who had rebelled against Carthaginians, killing eight thousand in combat and taking two thousand prisoners. The rest were submitted to tribute.
4. ↑  Diodorus, 25. 10.

In the course of his flight Hamilcar contrived to save the lives of his sons and his friends by turning aside on another road; overtaken by the king, he plunged on horseback into a large river and perished in the flood under his steed, but his sons حنبعل and Hasdrubal made their way safely to Akra Leuke.
5. ↑  Livy 21.2.7 He augmented Carthaginian dominion promoting hospitality bonds with lesser kings and leaders, attracting new nations by noblemen friendships, and not by war and weapons.
6. ↑  Polybius 2.13, 2.22
7. ↑  Italicus، Silius. Punica. ص. 1.155–170.

### فهرس
- Huss، Werner (1985)، Geschichte der Karthager، Munich: C.H. Beck، ISBN:9783406306549، مؤرشف من الأصل في 2023-03-06. (بالألمانية)
- Diodorus of Sicily: History
- Appian: Roman History. Biblioteca Clásica Gredos 84 (in Spanish).
- Polybius: Histories. Biblioteca Clásica Gredos 38 y 43 (in Spanish).
- Titus Livius: History of Rome. Libro de Bolsillo Alianza Editorial 1595 1–2 (in Spanish).

## روابط خارجية
- Livius.org: معرض نسخة محفوظة 2012-10-05 على موقع واي باك مشين. أرشفة